# Канапе (мебель)

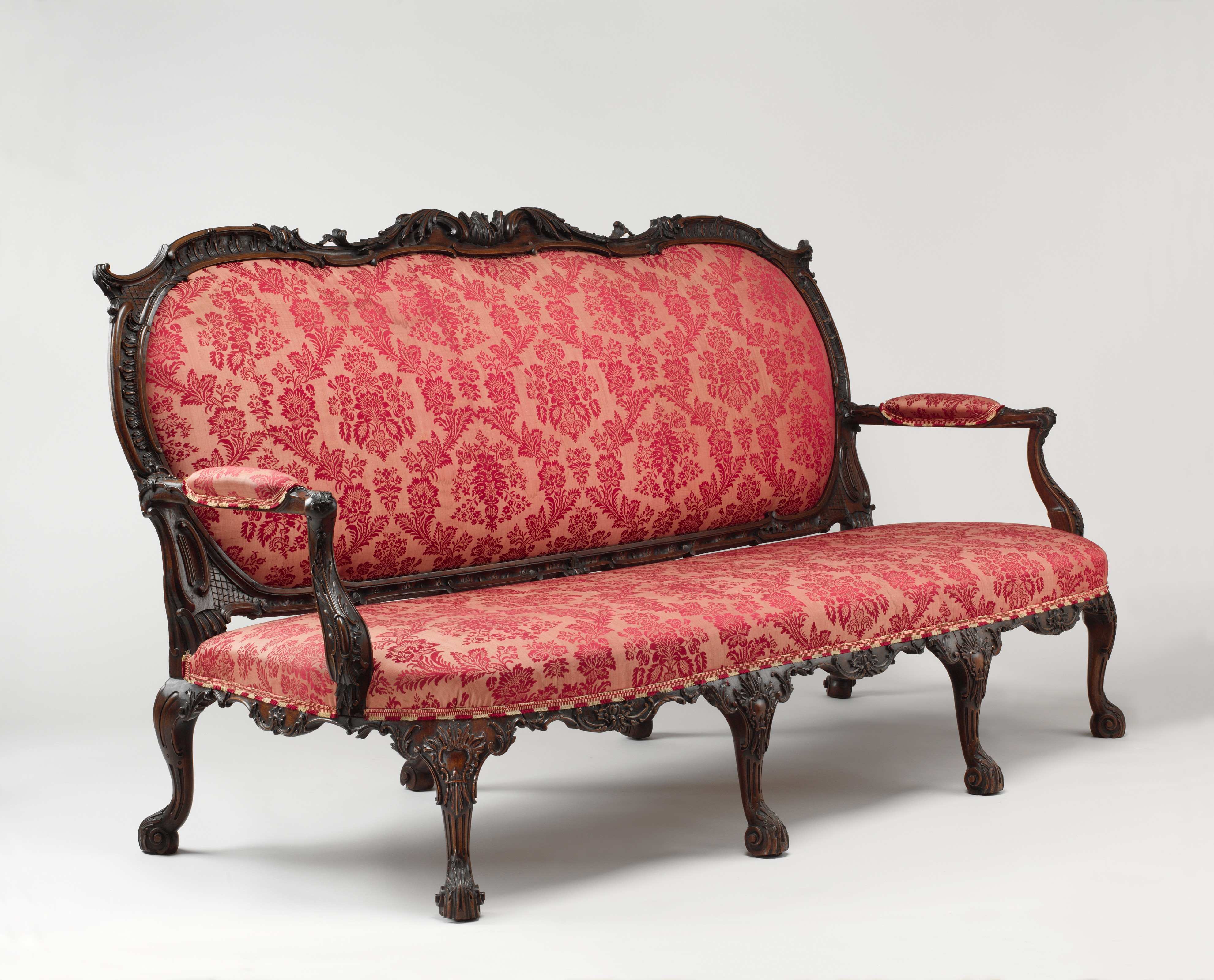
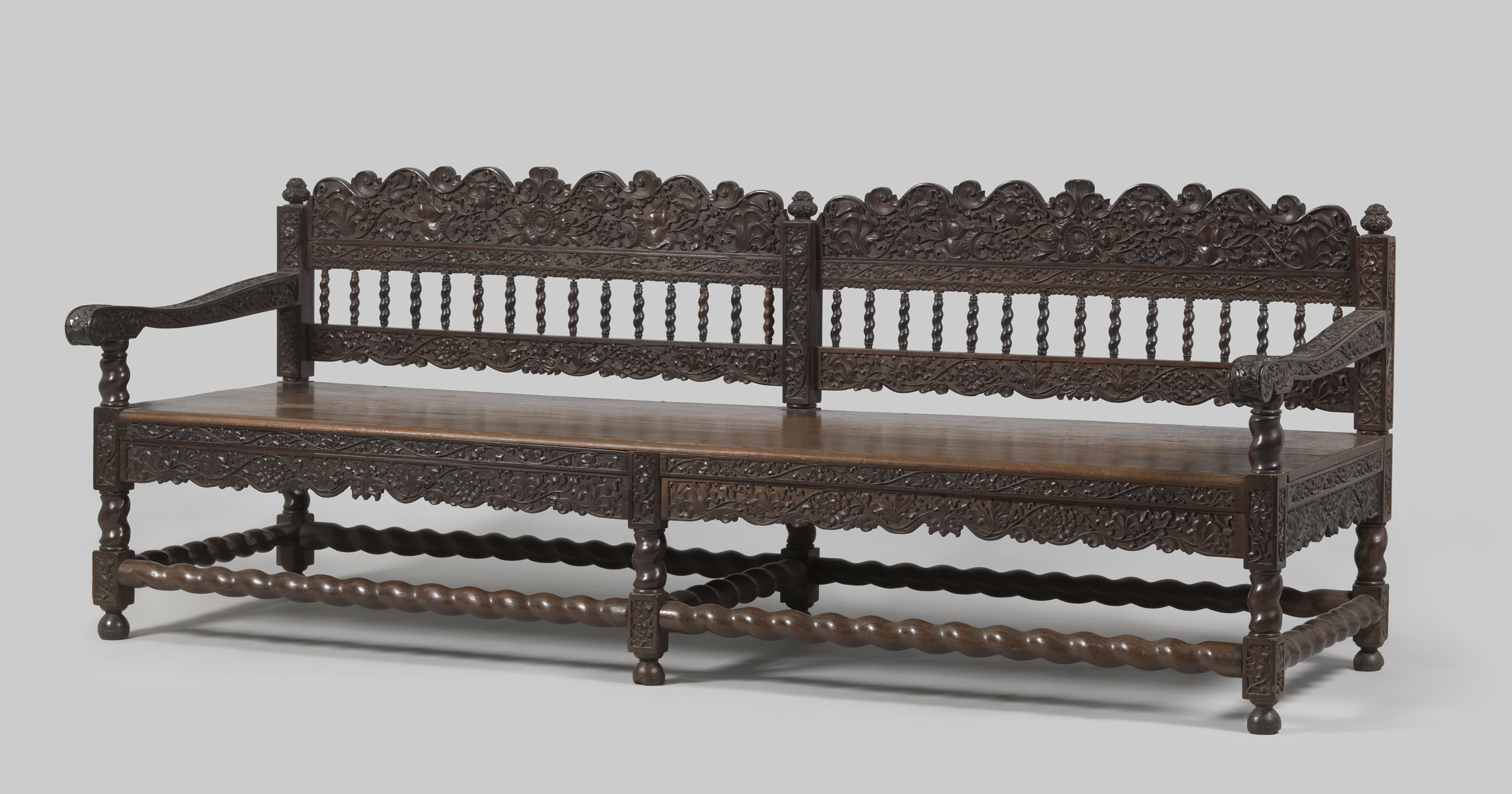

Канапе́ (фр. canapé), также канапа, канапка; от (лат. conopeum из др.-греч. κονωπείο — ложе с пологом от москитов (др.-греч. κουνούπι — москит, комар) — вид мебели, небольшой диван для сидения с высокой спинкой вместо обычных подушек, и подлокотниками; трёх-четырёхместное кресло с четырьмя, шестью или восемью ножками.
Канапе похоже на кушетку, такой тип мебели появился во Франции в XVIII веке, созданный в период рококо, или стиля Людовика XV, и позднее, в период неоклассицизма Людовика XVI. В Англии такую мебель изготавливала мастерская Томаса Чиппендейла.
Канапе имеют многие разновидности, но отличаются от диванов и шезлонгов. Иногда в комплект включали кресла и стулья. Для изготовления такой мебели использовали ценные твёрдые породы дерева, такие как орех, вишня и красное дерево. Тканые обивки для канапе XVIII века изготавливали на лучших французских шпалерных мануфактурах по рисункам знаменитых художников, в частности Франсуа Буше.
В настоящее время этот термин используется в мировом мебельном дизайне и розничной торговле как вариация дивана, за исключением случаев, когда речь идет об антиквариате или воссоздании образцов XVIII века.